# 5411 Liia
5411 Liia eller 1973 AT3 är en asteroid i huvudbältet som upptäcktes den 2 januari 1973 av den rysk-sovjetiske astronomen Nikolaj Tjernych vid Krims astrofysiska observatorium på Krim. Den har fått sitt namn efter Liia Forrer-Tsiganovskaja, en vän till upptäckaren.
Asteroiden har en diameter på ungefär 19 kilometer.